# 1621 en philosophie
Chronologie de la philosophie
- 1617
- 1618
- 1619
- 1620
- 1621
- 1622
- 1623
- 1624
- 1625

L’année 1621 a été marquée, en philosophie, par les événements suivants :

## Publications
- Torquato Accetto :  (it) Rime di Torquato Accetto, Naples, Tarquinio Longo, 1621

- Sébastien Basson : Les Douze livres de philosophie naturelle contre Aristote (Philosophiae naturalis adversus Aristotelem libri XII) qu'il publie en 1621 sont une vive dénonciation de l'aristotélisme[1] et Basson prend place aux côtés de quelques contemporains éminents : Francis Bacon, Galilée, David van Goorle et Daniel Sennert[2].

- Marie de Gournay : Traductions. Partie du Quatriesme de l'Eneide, avec une oraison de Tacite, et une de Salluste

- Fortunio Liceti : De lucernis antiquorum reconditis.

- Claude Pithoys : La descouverture des faux possédez. ; Chaalon : G. Nobily, 1621. (OCLC 77378201)

- Francisco Suárez : 
  - De anima ;
  - De opere sex dierum.